# Calesita del Parque Saavedra
La Calesita del Parque Saavedra se encuentra en la esquina de la Avenida García del Río y calle Pinto del barrio de Saavedra en la ciudad de Buenos Aires en Argentina.

## Historia
La calesita se encuentra en el Parque Saavedra en funcionamiento desde el año 1952, fue construida por la empresa Sequalino Hnos.
El actual propietario es el 4º en tener la titularidad de la calesita del Parque Saavedra.

## Características
La calesita posee una cortina con paisajes pintados. En el biombo se encuentran pintados varios personajes de Walt Disney. En la cenefa de vidrio está adornada con paisajes pintados.

## Parque Saavedra
La calesita se encuentra dentro del Parque Saavedra que es uno de los parques más antiguos de la ciudad. Fue inaugurado dos años antes que los parques de Tres de Febrero. Por aquel entonces, el paisaje era muy distinto al actual, además del lago, había un torreón colonial en su entrada y un molino holandés.
Actualmente el Parque Saavedra posee 1,6 km de perímetro, en la superficie del parque existe un colegio estatal y un centro deportivo con una piscina, un grupo de corta palos o boyscouts y la calesita.

## Avenida García del Río
La Avenida García del Río bordea la mitad del Parque Saavedra (siendo la otra mitad bordeada por la calle Vilela, esta avenida comienza en la Avenida Cabildo, a la altura de la calle Pinto, comienza a bordear el parque, a 20 metros del comienzo del tramo donde bordea al parque se encuentra la calesita. 
Luego de terminar de bordear el parque, la avenida continua recto hasta su finalización en el cruce con la calle Valdenegro en el barrio "no oficial" "Presidente Roque Sáenz Peña".

## Estado de conservación
La calesita se encuentra en funcionamiento con un horario de 10 a 12 y 14 a 19.30 todos los días del año (no abriendo si llueve).